# Symbolanthus tricolor
Symbolanthus tricolor är en gentianaväxtart som beskrevs av Ernest Friedrich Gilg. Symbolanthus tricolor ingår i släktet Symbolanthus och familjen gentianaväxter. Inga underarter finns listade i Catalogue of Life.